# Limburgerhof
Limburgerhof est une municipalité allemande située en Rhénanie-Palatinat, dans l'arrondissement de Rhin-Palatinat. Elle est jumelée depuis 1975 avec la ville bourguignonne de Chenôve.

## Économie
En plus de la sucrerie de Friedensau et de la station de recherche agricole BASF, il y avait deux anciennes entreprises dans la région du Limburgerhof d'aujourd'hui qui existaient dès 1900: il s'agissait de Johann Brendel et de la société d'élevage de vers de farine Claus. Les deux sociétés étaient connues dans tout le pays.
Une société, intitulée PM-International, de fabrication de compléments alimentaires  et de cosmétiques, a été fondée en 1993 à Limburgerhof.